# Petits cailloux
 (juin 2024).

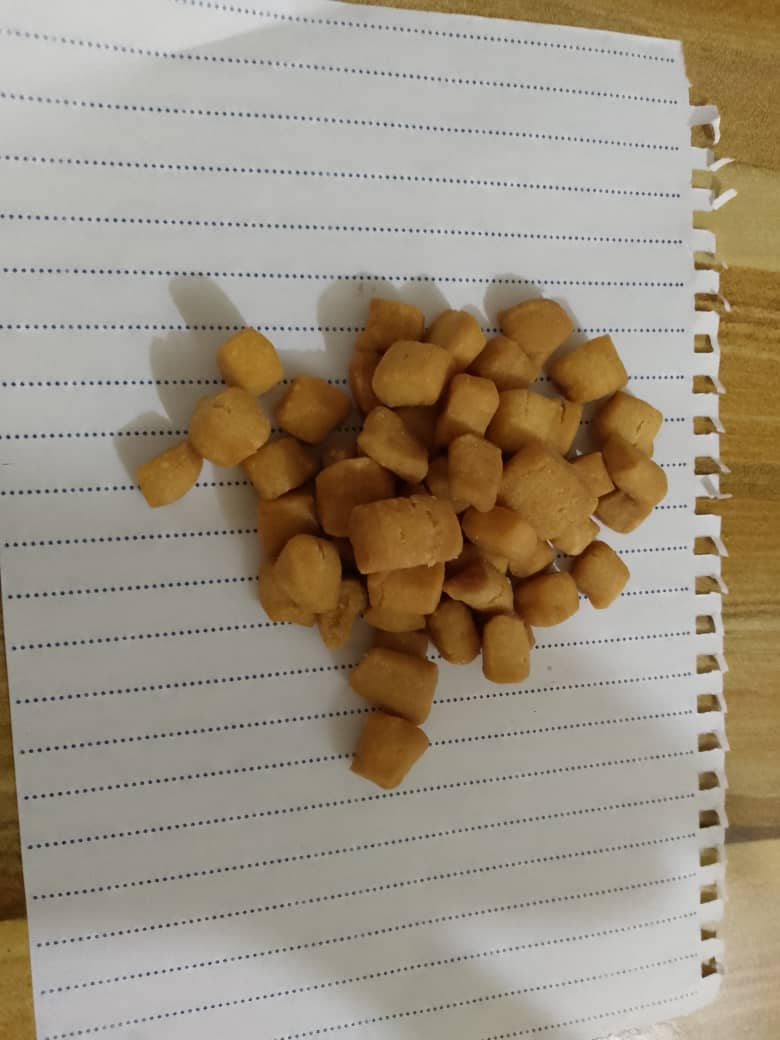
Petits cailloux en forme carré

Les petits cailloux, (kpekùn en langue fongbé du Bénin)  sont une variante d'amuses-queules faite en de fines particules avec, principalement, la farine de blé et d'autres ingrédients. Apéritifs‚ ils font partie intégrante de la cuisine béninoise et sont appréciés par les enfants et adultes.

## Ingrédients et équipements
Pour obtenir de  petits cailloux et le consommer, il faut au préalable des ingrédients tels que : de la farine de blé en quantité suffisante, du sel, de la levure, de la muscade, du sucre, de la  bicarbonate de soude, du lait.
Comme équipement, il faut :
-une friteuse
- un  rouleau pâtissier
-un  robot pâtissier
-un  plan de travail
-un  plateau ou une assiette large ,
Si vous ne disposez pas de robot pâtissier, vous pouvez utiliser vos mains pour faire le mélange et pétrir la pâte

## Préparations
- Pétrir la pâte: Mettre tous les ingrédients dans un robot pâtissier et pétrir pendant 15 minutes jusqu'à obtenir une pâte lisse et homogène.
- Repos de la pâte: Recouvrir la pâte d'un torchon et la laisser reposer pendant 1 heure
- Découpage de la pâte: Après le temps écoulé, diviser la pâte  en parts égales. Ensuite, saupoudrer un peu de farine de blé sur votre plan de travail  et travailler chaque  part de pâte en l'étalant  sur le plan de travail fariné à l'aide d'un rouleau à pâtisserie puis  les découper en de petits morceaux à l'aide d'un couteau ou d'un ciseau [1],[2].
- Friture : frire les petits morceaux dans de l'huile chaude jusqu'à ce qu'elles deviennent dorées et croustillantes et laisser refroidir

## Variantes
Il existe différentes variantes de petits cailloux selon les préférences de chacun . Certains ajoutent du sucre à la pâte pour une touche sucrée, tandis que d'autres la parfument à la vanille ou à la cannelle. On peut également trouver des versions salées des Petits Cailloux, assaisonnées de poivre, d'ail ou du gingembre.